# Josimar Alcócer
Josimar Angelo Alcócer McCook (San José, 7 de julio de 2004) es un futbolista costarricense que juega como extremo derecho o izquierdo en el KVC Westerlo de la Primera División de Bélgica.

## Trayectoria

### L. D. Alajuelense
Debutó de manera profesional con la L. D. Alajuelense en la fecha 2 del torneo apertura, ante el Sporting F. C., ingresando al terreno de juego por Barlon Sequeira al minuto 76, con su primer empate 3-3. Realizó su primer gol en la fecha 10 del torneo, contra Guadalupe F. C., en el que fue su segunda vez apareciendo en la alineación titular de manera continua, anotando al minuto 64 para después finalizar con victoria 2-4.
El 22 de agosto de 2021, jugó su primer partido internacional de clubes contra el C. D. Guastatoya en la Liga Concacaf 2021, ingresando al minuto 78 al terreno de juego, obteniendo el empate 1-1.
El 8 de julio de 2022, disputó la final contra el C. S. Cartaginés, ingresando al terreno de juego en los tiempos de prórroga al minuto 110, finalizado el partido, la L. D. Alajuelense finalizó con el marcador 1-1, mientras el C. S. Cartaginés ganaba globalmente 2-1, siendo un hecho histórico, ya que  el Club Sport Cartaginés, equipo más antiguo de la Primera División de Costa Rica, se coronaba campeón después de 81 años.
Tuvo participación en la Liga Concacaf 2022 en la última edición de dicho evento, debutó en el 25 de agosto de 2022 contra Alianza F. C. de Panamá, disputando 60 minutos en el empate 1-1, mientras en el marcador global el equipo rojinegro lograba clasificar a octavos de final por 6-1. En cuartos de final se enfrentó ante Alianza F. C. de El Salvador, donde tuvo participación durante 67 minutos en la victoria 0-1. Alcócer disputó 2 partidos de la competición, la L. D. Alajuelense quedó en el segundo lugar de la última edición. 
El 16 de noviembre de 2022, debutó en el Torneo de Copa de Costa Rica contra A. D. Guanacasteca al minuto 15 abrió el marcador, disputando todo el partido, para después finalizar con marcador 2-1, convirtiéndose en el MVP del partido. En el juego de ida, Alcócer disputó los 76 minutos en la victoria 0-1, logrando avanzar en el marcador global 3-1. En octavos de final, Alcócer se enfrentó contra el Municipal Grecia, donde agregó una asistencia en el juego de ida y una anotación en el juego de vuelta, logrando avanzar a semifinales en el marcador global de 6-2. En semifinales, Josimar se enfrentó contra el C. S. Herediano en ambos partidos de ida y vuelta, el conjunto rojinegro fue derrotado en el marcador global 1-2, siendo eliminados del Torneo de Copa de Costa Rica.

### KVC Westerlo
El 14 de agosto de 2023, Josimar fue fichado por el KVC Westerlo, por un contrato de cinco años. El 20 de agosto, debutó en la máxima categoría belga contra el Anderlecht, en el que ingresó al minuto 67 por la derrota 2-1. El 13 de abril de 2024, sumó su primera titularidad contra el KV Malinas, al minuto 27 realizó su primera anotación, el encuentro finalizó por la derrota 3-2.

## Selección nacional

### Categorías inferiores
El 7 de diciembre de 2019, Josimar jugó la final del torneo UNCAF contra Honduras, en el que abrió el marcador al minuto 4, al minuto 29, Honduras llegó a empatar el partido 1-1. Finalizado los 90 minutos, ambos equipos defininieron en la tanda de penales, logrando buscar el ganador del torneo. Alcócer logra obtener su título con Costa Rica Sub-15, venciendo a Honduras en tanda de penales con el marcador 3-2.
Fue convocado por el técnico Vladimir Quesada para representar a la selección sub-20 de Costa Rica para el Torneo Uncaf Sub-19 de 2022 con sede en Belice. Alcócer disputó los tres partidos de la primera fase de grupos, empatando el encuentro sin anotaciones contra Panamá (0-0), con nuevamente un empate pero esta vez contra Guatemala (1-1), y con un marcador superior contra Puerto Rico (4-1), Costa Rica lograba clasificar a la final contra la selección de El Salvador. El 30 de abril, Alcócer se enfrentó contra El Salvador, obteniendo protagonismo en la final, realizando un doblete a a los minutos 55 y 81, el encuentro finalizó con la dramática victoria en el marcador 5-4, Costa Rica se coronaba campeón del Torneo Uncaf Sub-19, mientras Josimar alzaba su segundo título internacional, pero esta vez con Costa Rica Sub-20.
Fue convocado el 9 de junio de 2022, siguiendo el proceso del técnico Vladimir Quesada, pero esta vez para el Campeonato Sub-20 de la Concacaf con sede en Honduras. El 18 de junio de ese mismo año, debutó en el Campeonato Sub-20 de la Concacaf de 2022 contra Jamaica, ingresando al terreno de juego al minuto 65, en el empate 1-1. En el segundo encuentro se enfrentaban ante Antigua y Barbuda, Alcócer inició el partido en la alineación titular, disputando la totalidad de minutos, ofreciendo una asistencia al minuto 78 a su compañero Enyel Escoe para después colocar el 2-0, el partido finalizó con victoria 0-3. En el último partido de la fase de grupos, se enfrentaban contra el país anfitrión, Honduras, Alcócer repitió su titularidad con derrota 0-1, Costa Rica lograba avanzar a octavos de final, posicionándose 2° con 4 puntos en primera fase de grupos. En octavos de final, se enfrentó contra Trinidad y Tobago, Josimar disputó 77 minutos, realizando una anotación de penal al minuto 17, obteniendo la victoria 4-1, logrando ser la primera selección en clasificar a cuartos de final. En cuartos de final, se enfrentaban al vigente campeón de dicha categoría, la selección de Estados Unidos, Alcócer apareció en la alineación titular contra los estadounidenses disputando todo el compromiso, finalizado el partido, los costarricenses perdían en el marcador 2-0, siendo eliminados del Campeonato Sub-20 de la Concacaf de 2022 y sin obtener un boleto a la Copa Mundial de Fútbol Sub-20 de 2023.

#### Participaciones internacionales
| Competición                              | Sede     | Resultado        | Partidos | Goles |
| ---------------------------------------- | -------- | ---------------- | -------- | ----- |
| Torneo Uncaf Sub-19 de 2022              | Belice   | Campeón          | 4        | 2     |
| Campeonato Sub-20 de la Concacaf de 2022 | Honduras | Cuartos de final | 5        | 1     |

### Selección absoluta
El 17 de marzo de 2023, fue convocado por el director técnico colombiano Luis Fernando Suárez para afrontar los partidos de la Liga de Naciones de la Concacaf 2022-23 contra Martinica y Panamá. El 25 de marzo, debutó con la selección ante Martinica donde tuvo su primera alineación titular, disputando ochenta y un minutos, el encuentro finalizó por la victoria 1-2. Tres días después repitió titularidad contra Panamá el que disputó sesenta minutos por la derrota 0-1.
El 2 de junio de 2023, se oficializó la convocatoria para los partidos amistosos y la competición de la Copa de Oro de la Concacaf 2023, en el que Alcócer estuvo dentro de la convocatoria. El 15 de junio, Costa Rica se enfrentó contra Guatemala en un partido amistoso, Alcócer estuvo relegado al banco de suplencia por la derrota 0-1. Cinco días después, Alcócer se enfrentó contra Ecuador como titular, disputando la totalidad de minutos por la derrota 3-1. El 26 de junio, debutó en la Copa Oro, enfrentándose contra Panamá, Alcócer disputó 72 minutos por la derrota 1-2. Cuatro días después, Alcócer se enfrentó ante El Salvador, disputando la totalidad de minutos por el empate 0-0. El 4 de julio, Alcócer se enfrentó contra Martinica, en el tuvo participación durante 63 minutos por la victoria 6-4, logrando clasificar a octavos de final en la segunda posición de la fase de grupos. Cuatro días después, Alcócer se enfrentó contra México en el que disputó 82 minutos en la derrota 2-0, siendo eliminados de la competición.
El 15 de marzo de 2024, se oficializó su convocatoria para el partido amistoso contra Argentina. El 26 de marzo, se enfrentó ante Argentina, iniciando de titular hasta el minuto 68 por la derrota 3-1.
El 1 de junio de 2024, se oficializó su convocatoria para la clasificación al mundial 2026 para los partidos contra San Cristóbal y Nieves y Granada. El 6 de junio, se enfrentó a San Cristóbal y Nieves, ingresó de cambio al minuto 65 y realizó su primera anotación con la selección al minuto 82 por la victoria 4-0. Tres días después participó durante 64 minutos en la victoria contra Granada por la victoria 0-3.
El 11 de junio de 2024, se oficializó su convocatoria de los 26 jugadores para la competición de la Copa América 2024. Alcócer no vio minutos contra Brasil (empate 0-0). El 28 de junio, se enfrentó contra Colombia, Alcócer ingresó al minuto 66 por la derrota 3-0. El 2 de julio disputó contra Paraguay, colocando una anotación al minuto 7, y disputando 68 minutos por la victoria 2-1, como también consagrado como el MVP del partido, cerrando la competición de la Copa América 2024 en la tercera posición de la fase de grupos.
El 28 de agosto de 2024, se oficializó su convocatoria para la Liga de Naciones de la Concacaf 2024-25 contra Guadalupe y Guatemala. El 5 de septiembre, se enfrentó contra Guadalupe, disputando 63 minutos por la victoria 3-0. El 9 de septiembre, ingresó desde el minuto 63 contra Guatemala, finalizando por el empate 0-0.

#### Participaciones internacionales
| Competición                             | Sede                    | Resultado        | Partidos | Goles |
| --------------------------------------- | ----------------------- | ---------------- | -------- | ----- |
| Liga de Naciones de la Concacaf 2022-23 | Concacaf                | Fase de grupos   | 2        | 0     |
| Copa de Oro de la Concacaf 2023         | Estados Unidos · Canadá | Fase de grupos   | 4        | 0     |
| Copa América 2024                       | Estados Unidos          | Fase de grupos   | 2        | 1     |
| Liga de Naciones de la Concacaf 2024-25 | Concacaf                | Cuartos de final | 3        | 1     |
| Copa de Oro de la Concacaf 2025         | Estados Unidos · Canadá | Cuartos de final | 4        | 2     |

#### Participaciones en eliminatorias
| Eliminatoria               | Sede                             | Resultado   | Partidos | Goles |
| -------------------------- | -------------------------------- | ----------- | -------- | ----- |
| Clasificación Mundial 2026 | Estados Unidos · México · Canadá | Por definir | 4        | 1     |

## Estadísticas

### Clubes
Actualizado al último partido jugado el 17 de agosto de 2025.
| Club                                                                                           | Div.          | Temporada     | Liga  | Liga  | Liga   | Copas nacionales | Copas nacionales | Copas nacionales | Copas internacionales | Copas internacionales | Copas internacionales | Total | Total | Total  |
| Club                                                                                           | Div.          | Temporada     | Part. | Goles | Asist. | Part.            | Goles            | Asist.           | Part.                 | Goles                 | Asist.                | Part. | Goles | Asist. |
| ---------------------------------------------------------------------------------------------- | ------------- | ------------- | ----- | ----- | ------ | ---------------- | ---------------- | ---------------- | --------------------- | --------------------- | --------------------- | ----- | ----- | ------ |
| L. D. Alajuelense · Costa Rica                                                                 |               |               |       |       |        |                  |                  |                  |                       |                       |                       |       |       |        |
| 1.ª                                                                                            | 2021-22       | 19            | 2     | 1     | —      | —                | —                | 1                | 0                     | 0                     | 20                    | 2     | 1     |        |
| 1.ª                                                                                            | 2022-23       | 34            | 4     | 3     | 6      | 2                | 1                | 4                | 0                     | 0                     | 44                    | 6     | 4     |        |
| 1.ª                                                                                            | 2023-24       | 3             | 0     | 0     | —      | —                | —                | 1                | 0                     | 0                     | 4                     | 0     | 0     |        |
| Total club                                                                                     | Total club    | 56            | 6     | 4     | 6      | 2                | 1                | 6                | 0                     | 0                     | 68                    | 8     | 5     |        |
| KVC Westerlo · Bélgica                                                                         |               |               |       |       |        |                  |                  |                  |                       |                       |                       |       |       |        |
| 1.ª                                                                                            | 2023-24       | 10            | 1     | 0     | —      | —                | —                | —                | —                     | —                     | 10                    | 1     | 0     |        |
| 1.ª                                                                                            | 2024-25       | 32            | 1     | 1     | 2      | 0                | 0                | —                | —                     | —                     | 34                    | 1     | 1     |        |
| 1.ª                                                                                            | 2025-26       | 4             | 2     | 1     | 0      | 0                | 0                | —                | —                     | —                     | 4                     | 2     | 1     |        |
| Total club                                                                                     | Total club    | 46            | 4     | 2     | 2      | 0                | 0                | 0                | 0                     | 0                     | 48                    | 4     | 2     |        |
| Total carrera                                                                                  | Total carrera | Total carrera | 102   | 10    | 6      | 8                | 2                | 1                | 6                     | 0                     | 0                     | 116   | 12    | 7      |
| 1. 2. Fuente:Transfermarkt Nota: No se incluye información de partidos con Juventud Escazuceña |               |               |       |       |        |                  |                  |                  |                       |                       |                       |       |       |        |

### Selección de Costa Rica
Actualizado al último partido jugado el 29 de junio de 2025.
| Selección                                         | Año | Eliminatorias | Eliminatorias | Eliminatorias | Continental | Continental | Continental | Mundial | Mundial | Mundial | Amistosos | Amistosos | Amistosos | Total | Total | Total  |
| Selección                                         | Año | Part.         | Goles         | Asist.        | Part.       | Goles       | Asist.      | Part.   | Goles   | Asist.  | Part.     | Goles     | Asist.    | Part. | Goles | Asist. |
| ------------------------------------------------- | --- | ------------- | ------------- | ------------- | ----------- | ----------- | ----------- | ------- | ------- | ------- | --------- | --------- | --------- | ----- | ----- | ------ |
| Absoluta · Costa Rica                             |     |               |               |               |             |             |             |         |         |         |           |           |           |       |       |        |
| 2023                                              | —   | —             | —             | 6             | 0           | 0           | —           | —       | —       | 1       | 0         | 0         | 7         | 0     | 0     |        |
| 2024                                              | 2   | 1             | 0             | 5             | 2           | 0           | —           | —       | —       | 2       | 0         | 0         | 9         | 3     | 0     |        |
| 2025                                              | 2   | 0             | 1             | 6             | 3           | 1           | —           | —       | —       | 0       | 0         | 0         | 8         | 3     | 2     |        |
| Total                                             | 4   | 1             | 1             | 17            | 5           | 1           | 0           | 0       | 0       | 3       | 0         | 0         | 24        | 6     | 2     |        |
| 1. Fuente:Transfermarkt / National Football Teams |     |               |               |               |             |             |             |         |         |         |           |           |           |       |       |        |

#### Goles internacionales
| N. | Fecha                 | Sede                               | Rival                  | Gol | Resultado | Competición                                   |
| -- | --------------------- | ---------------------------------- | ---------------------- | --- | --------- | --------------------------------------------- |
| 1. | 6 de junio de 2024    | Estadio Nacional, San José         | San Cristóbal y Nieves | 3–0 | 4–0       | Clasificación Mundial 2026                    |
| 2. | 2 de julio de 2024    | Q2 Stadium, Austin                 | Paraguay               | 2–0 | 2–1       | Copa América 2024                             |
| 3. | 11 de octubre de 2024 | Estadio Franklin Essed, Paramaribo | Surinam                | 0–1 | 1-1       | Liga de Naciones de la Concacaf 2024-25       |
| 4. | 21 de marzo de 2025   | FFB Field, Belmopán                | Belice                 | 0–6 | 0-7       | Clasificación Copa de Oro de la Concacaf 2025 |
| 5. | 15 de junio de 2025   | Snapdragon Stadium, San Diego      | Surinam                | 3–3 | 4-3       | Copa de Oro de la Concacaf 2025               |
| 6. | 18 de junio de 2025   | Arlington, AT&T Stadium            | República Dominicana   | 2–1 | 2-1       | Copa de Oro de la Concacaf 2025               |

## Palmarés

### Títulos nacionales
| Título                           | Club              | Sede     | Año  |
| -------------------------------- | ----------------- | -------- | ---- |
| Copa Centroamericana de Concacaf | L. D. Alajuelense | Alajuela | 2024 |

### Distinciones individuales
| Distinción                                                                        | Año  |
| --------------------------------------------------------------------------------- | ---- |
| Mejor jugador joven de la Segunda División de Costa Rica del Torneo Apertura 2020 | 2021 |